# Championnat de France de rugby à XV de 3e division fédérale 2013-2014
Navigation
Fédérale 3 2012-2013 Fédérale 3 2014-2015
Cette page présente la saison 2013-2014 de Fédérale 3.

## Règlement
Les 160 clubs répartis en 16 poules de 10 équipes qui se rencontrent en matches « Aller » et « Retour ».
Les 4 premiers de chaque poule, disputerent les phases finales, qui débuteront en 1/32e de finale   ;
Les équipes classées 9e et 10e de chaque poule sont reléguées en série territoriale Honneur de leur comité d’appartenance pour la saison 2015-2016  ;
Accession à la Fédérale 2 pour la saison 2014-2015
Les 16 clubs qui accèdent à la Fédérale 2 sont les clubs vainqueurs des Seizièmes de finale  ;

## Composition et classement des poules

### Poules 1, 2, 3, 4
- : Qualifiés pour les phases finales
- : Promu en Fédérale 2
- : Relégué en honneur régional

| Poule 1 1. SC Le Rheu 71 pts 2. RC Trignac 62 pts 3. RC Puilboreau 61 pts 4. FC La Roche-sur-Yon 61 pts 5. RO choletais 43 pts 6. Plouzané AC 43 pts 7. P Auray RC 36 pts 8. SC surgèrien 24 pts 9. RC Saint-Sébastien–Basse-Goulaine 16 pts 10. RC sablais 9 pts | Poule 2 1. RC Orléans 83 pts 2. Plaisir RC 68 pts 3. UMS Pontault-Combault 58 pts 4. Rugby Chartres Métropole 56 pts 5. Union des bords de Marne 36 pts 6. RC Meaux 35 pts 7. VGA Saint-Maur 34 pts 8. AC Boulogne-Billancourt (ACBB) 28 pts 9. RC Vincennes 27 pts 10. RC Sucy 26 pts 11. RC Nogent-le-Rotrou 20 pts | Poule 3 1. Clamart Rugby 92 70 pts 2. RC Versailles 56 pts 3. ES Vitry 56 pts 4. Antony Métro 92 55 pts 5. SA Parthenay 43 pts 6. US Ris-Orangis 41 pts 7. RC Blois 39 pts 8. SC Chinon 34 pts 9. CA Chevreuse 33 pts 10. ROC giffois 1 pt | Poule 4 1. Saint-Denis US 55 pts 2. ROC Houilles-Carrières-sur-Seine 58 pts 3. Rugby Épernay Champagne 48 pts 4. Beauvais XV RC 47 pts 5. Olympique marcquois 47 pts 6. RC Courbevoie 36 pts 7. CA L'Aigle 16 pts 8. Évreux AC 16 pts 9. RC Amiens 9 pts 10. RC Pont-Audemer 7 pts |

### Poules 5, 6, 7, 8
- : Qualifiés pour les phases finales
- : Promu en Fédérale 2
- : Relégué en honneur régional

| Poule 5 1. US Ussel 63 pts 2. RC Clermont-Cournon 59 pts 3. RR Guéret 57 pts 4. FC Moulins 56 pts 5. Bourges XV 51 pts 6. RAC Chateauroux 50 pts 7. RC Issoudun 39 pts 8. Entente rugby Vauzelles Pougues La Charité 20 pts 9. Rugby sancerrois 13 pts 10. Clermont université club Union Aubière (CUCUA) 9 pts | Poule 6 1. SA Trélissac 67 pts 2. EV Malemort Brive O 57 pts 3. SA rochefortais 57 pts 4. Stade foyen 55 pts 5. RC Saint-Yrieix 54 pts 6. CA Ribérac 52 pts 7. Royan-Saujon rugby 26 pts 8. CS Nontron 25 pts 9. RC Mussidan 22 pts 10. US Saintes 12 pts | Poule 7 1. RC Les Dombes 60 pts 2. US Tavaux Damparis 54 pts 3. Olympique de Besançon 51 pts 4. CS nuiton 40 pts 5. FC Saint-Claude 40 pts 6. RC Belleville-Beaujolais 40 pts 7. SC Couchois 38 pts 8. Stade montchaninois 30 pts 9. Colmar RC 12 pts 10. US Dole 11 pts | Poule 8 1. US Meyzieu 65 pts 2. SAL Saint-Priest 65 pts 3. CS annonéen 62 pts 4. US Bellegarde-Coupy 60 pts 5. SO Voiron 53 pts 6. RFC Tain Tournon rugby (FCTT) 42 pts 7. Bièvre Saint-Geoirs RC 38 pts 8. Rhône Sportif 21 pts 9. Ambérieu-en-Bugey RC 11 pts 10. RC Thonon Chablais 9 pts |

### Poules 9, 10, 11, 12
- : Qualifiés pour les phases finales
- : Promu en Fédérale 2
- : Relégué en honneur régional

| Poule 9 1. CA Saint-Étienne 62 pts 2. US Izeaux 59 pts 3. AS Ampuis Côte-Rôtie 59 pts 4. Union Montélimar 44 pts 5. US Rhône XV 44 pts 6. US Vinay 41 pts 7. US Véore XV 40 pts 8. US Renage Rives 28 pts 9. CO Le Puy 28 pts 10. Rugby saint-jeannais 13 pts | Poule 10 1. RC Aubagne 67 pts 2. Stade niçois 62 pts 3. CO Berre XV 60 pts 4. RC Martigues-Port-de-Bouc 53 pts 5. RC Six fournais 40 pts 6. Bastia XV 40 pts 7. RC Draguignan 35 pts 8. Aix UC 32 pts 9. RC La Valette-Le Revest-La Garde-Le Pradet 26 pts 10. RC Vallée du Gapeau 8 pts | Poule 11 1. Salanque Côte Radieuse XV 65 pts 2. RC Jacou Montpellier Nord 53 pts 3. RO Lunel 45 pts 4. Boulou sportif 45 pts 5. RC Sorgues 42 pts 6. RC Palavas 32 pts 7. RC Les Angles 32 pts 8. US Thuir 24 pts 9. RC uzétien 16 pts 10. RC eyraguais 13 pts | Poule 12 1. Balma olympique 58 pts 2. JO pradéenne 54 pts 3. Entente Vendres-Lespignan Hérault XV 53 pts 4. SC Pamiers 47 pts 5. RO Castelnaudary 47 pts 6. US Côte Vermeille 47 pts 7. FCTT - TOAC/TOEC 43 pts 8. Stade piscenois 31 pts 9. RC Muret 21 pts 10. Entente de la vallée du Girou 19 pts |

### Poules 13, 14, 15, 16
- : Qualifiés pour les phases finales
- : Promu en Fédérale 2
- : Relégué en honneur régional

| Poule 13 1. Entente Astarac Bigorre 55 pts 2. ES Gimont 54 pts 3. Grenade sports 51 pts 4. AS Pont-Long 51 pts 5. SC Nègrepelisse 50 pts 6. US Nérac 43 pts 7. RC Bon-Encontre Boé 39 pts 8. Avenir Bizanos 33 pts 9. Stade saint-gaudinois luchonnais 30 pts 10. Rugby club Pays de Roquefort 3 pts | Poule 14 1. Cahors rugby 73 pts 2. RC uzerchois 56 pts 3. Lévézou Ségala Aveyron XV 54 pts 4. US Tournon 50 pts 5. RC Arpajon-Veinazès 48 pts 6. RC Saint-Cernin 38 pts 7. RC Mauriac 35 pts 8. Gourdon Bouriane XV 29 pts 9. US Lalinde 24 pts 10. US Carmaux 10 pts | Poule 15 1. Saint-Paul sports rugby 64 pts 2. US Casteljaloux 58 pts 3. AA nogarolienne 49 pts 4. Peyrehorade sports 48 pts 5. AS Mérignac 40 pts 6. US Monflanquin Cancon 38 pts 7. JS Rion 35 pts 8. US Mugron 35 pts 9. JS riscloise 30 pts 10. US habassaise 22 pts | Poule 16 1. Hasparren AC 56 pts 2. US Mouguerre 52 pts 3. Stade navarrais 52 pts 4. CO Saint-Lary-Soulan 47 pts 5. US Saint-Palais 46 pts 6. Inthalatz Larressore 41 pts 7. US Pouyastruc 36 pts 8. US Coarraze Nay 35 pts 9. ES Lembeye 33 pts 10. Nord Béarn XV |

## Phases finales

### Trente-deuxièmes de finale
Les Trente-deuxièmes de finale se déroulent le 4 mai 2014 (matchs aller) et le 11 mai 2014 (matchs retour).
| Équipe                               | Aller | Total  | Retour | Équipe                           |
| ------------------------------------ | ----- | ------ | ------ | -------------------------------- |
| RC Puilboreau                        | 11-7  | 11-12  | 0-5    | Plaisir RC                       |
| Rugby Chartres Métropole             | 13-11 | 29-33  | 16-22  | SC Le Rheu                       |
| UMS Pontault-Combault                | 27-10 | 38-23  | 11-13  | RC Trignac                       |
| FC La Roche-sur-Yon                  | 12-47 | 15-119 | 3-72   | RC Orléans                       |
| ES Vitry                             | 12-6  | 28-25  | 16-19  | Saint-Denis US                   |
| Rugby Épernay Champagne              | 19-13 | 40-41  | 21-28  | Clamart Rugby 92                 |
| Antony Métro 92                      | 21-17 | 34-25  | 13-8   | ROC Houilles-Carrières-sur-Seine |
| Beauvais XV RC                       | 22-18 | 39-27  | 17-9   | RC Versailles                    |
| RC Guéret                            | 16-26 | 19-64  | 3-38   | EV Malemort Brive O              |
| RC Saint-Yrieix                      | 24-21 | 34-40  | 10-19  | US Ussel                         |
| Stade foyen                          | 25-12 | 39-37  | 14-25  | RC Clermont-Cournon              |
| FC Moulins                           | 18-24 | 21-56  | 3-32   | SA Trélissac                     |
| Olympique de Besançon                | 21-31 | 28-66  | 7-35   | SAL Saint-Priest                 |
| US Bellegarde-Coupy                  | 25-18 | 37-39  | 12-21  | RC Les Dombes                    |
| CS annonéen                          | 24-17 | 24-47  | 0-30   | US Tavaux Damparis               |
| CS nuiton                            | 13-22 | 25-31  | 12-9   | US Meyzieu                       |
| RC Martigues-Port-de-Bouc            | 22-18 | 40-38  | 18-20  | CA Saint-Étienne                 |
| AS Ampuis Côte-Rôtie                 | 14-17 | 33-35  | 19-18  | Stade niçois                     |
| CO Berre XV                          | 6-9   | 6-41   | 0-32   | US Izeaux                        |
| Union Montélimar                     | 18-15 | 32-43  | 14-28  | RC Aubagne                       |
| Boulou sportif                       | 16-16 | 35-4   | 19-25  | JO pradéenne                     |
| SC Pamiers                           | 20-15 | 47-48  | 27-33  | Salanque Côte Radieuse XV        |
| Entente Vendres-Lespignan Hérault XV | 40-23 | 62-33  | 22-10  | RC Jacou Montpellier Nord        |
| RO Lunel                             | 10-12 | 20-43  | 10-31  | Balma olympique                  |
| Grenade sports                       | 29-6  | 34-35  | 5-29   | US Tournon                       |
| RC Arpajon-Veinazès                  | 14-23 | 25-44  | 11-21  | Entente Astarac Bigorre          |
| Lévézou Ségala Aveyron XV            | 31-21 | 45-38  | 14-17  | ES Gimont                        |
| AS Pont-Long                         | 19-16 | 25-37  | 6-21   | Cahors rugby                     |
| AA nogarolienne                      | 22-11 | 25-20  | 3-9    | Stade navarrais                  |
| US Saint-Palais                      | 13-18 | 39-48  | 26-30  | Saint-Paul sports rugby          |
| US Mouguerre                         | 14-28 | 31-45  | 17-17  | US Casteljaloux                  |
| Peyrehorade sports                   | 22-12 | 28-37  | 6-25   | Hasparren AC                     |

### Seizièmes de finale
Les Seizièmes de finale se déroulent le 18 mai 2014 (matchs aller) et le 25 mai 2014 (matchs retour).

Les 16 clubs vainqueurs accèdent à la Fédérale 2 pour la saison 2014-2015
| Équipe                               | Aller | Total | Retour | Équipe                    |
| ------------------------------------ | ----- | ----- | ------ | ------------------------- |
| SC Le Rheu                           | 3-10  | 11-22 | 8-11   | Plaisir RC                |
| UMS Pontault-Combault                | 13-21 | 23-38 | 10-17  | RC Orléans                |
| ES Vitry                             | 20-15 | 31-37 | 11-22  | Clamart Rugby 92          |
| Antony Métro 92                      | 28-16 | 45-25 | 17-19  | Beauvais XV RC            |
| EV Malemort Brive O                  | 22-18 | 46-37 | 24-19  | US Ussel                  |
| Stade foyen`                         | 16-23 | 35-65 | 19-42  | SA Trélissac              |
| SAL Saint-Priest                     | 21-31 | 28-66 | 7-35   | RC Les Dombes             |
| US Tavaux Damparis                   | 17-19 | 37-48 | 20-29  | US Meyzieu                |
| RC Martigues-Port-de-Bouc            | 20-22 | 50-53 | 30-31  | Stade niçois              |
| US Izeaux                            | 29-13 | 39-40 | 10-27  | RC Aubagne                |
| JO pradéenne                         | 30-16 | 53-40 | 23-24  | Salanque Côte Radieuse XV |
| Entente Vendres-Lespignan Hérault XV | 29-13 | 36-48 | 7-35   | Balma olympique           |
| US Tournon                           | 10-29 | 15-55 | 5-26   | Entente Astarac Bigorre   |
| Lévézou Ségala Aveyron XV            | 17-27 | 41-52 | 24-25  | Cahors rugby              |
| AA nogarolienne                      | 18-18 | 21-30 | 3-12   | Saint-Paul sports rugby   |
| US Casteljaloux                      | 30-6  | 33-18 | 3-12   | Hasparren AC              |

### Huitièmes, quarts, demi-finales et finale
|  | Huitièmes de finale 8 juin 2014 | Huitièmes de finale 8 juin 2014 |                     |    | Quarts de finale 15 juin 2014 | Quarts de finale 15 juin 2014 |  |  | Demi-finales 22 juin 2014 | Demi-finales 22 juin 2014 |  |  | Finale 29 juin 2014 | Finale 29 juin 2014 |
|  | Huitièmes de finale 8 juin 2014 | Huitièmes de finale 8 juin 2014 |                     |    | Quarts de finale 15 juin 2014 | Quarts de finale 15 juin 2014 |  |  | Demi-finales 22 juin 2014 | Demi-finales 22 juin 2014 |  |  | Finale 29 juin 2014 | Finale 29 juin 2014 |
|  |                                 |                                 |                     |    |                               |                               |  |  |                           |                           |  |  |                     |                     |
|  |                                 |                                 |                     |    |                               |                               |  |  |                           |                           |  |  |                     |                     |
|  |                                 |                                 |                     |    |                               |                               |  |  |                           |                           |  |  |                     |                     |
|  | Plaisir RC                      | 13                              |                     |    |                               |                               |  |  |                           |                           |  |  |                     |                     |
|  | Plaisir RC                      | 13                              |                     |    |                               |                               |  |  |                           |                           |  |  |                     |                     |
|  | RC Orléans                      | 29                              |                     |    |                               |                               |  |  |                           |                           |  |  |                     |                     |
|  | RC Orléans                      | 29                              | RC Orléans          | 15 |                               |                               |  |  |                           |                           |  |  |                     |                     |
|  |                                 |                                 | RC Orléans          | 15 |                               |                               |  |  |                           |                           |  |  |                     |                     |
|  |                                 | Antony Métro 92                 | 0                   |    |                               |                               |  |  |                           |                           |  |  |                     |                     |
|  | Clamart Rugby 92                | Antony Métro 92                 | 0                   | 10 |                               |                               |  |  |                           |                           |  |  |                     |                     |
|  | Clamart Rugby 92                |                                 |                     | 10 |                               |                               |  |  |                           |                           |  |  |                     |                     |
|  | Antony Métro 92                 | 12                              |                     |    |                               |                               |  |  |                           |                           |  |  |                     |                     |
|  | Antony Métro 92                 | 12                              | RC Orléans          | 24 |                               |                               |  |  |                           |                           |  |  |                     |                     |
|  |                                 |                                 | RC Orléans          | 24 |                               |                               |  |  |                           |                           |  |  |                     |                     |
|  |                                 | US Meyzieu                      | 36                  |    |                               |                               |  |  |                           |                           |  |  |                     |                     |
|  | EV Malemort Brive O             | US Meyzieu                      | 36                  | 22 |                               |                               |  |  |                           |                           |  |  |                     |                     |
|  | EV Malemort Brive O             |                                 |                     | 22 |                               |                               |  |  |                           |                           |  |  |                     |                     |
|  | SA Trélissac                    | 15                              |                     |    |                               |                               |  |  |                           |                           |  |  |                     |                     |
|  | SA Trélissac                    | 15                              | EV Malemort Brive O | 22 |                               |                               |  |  |                           |                           |  |  |                     |                     |
|  |                                 |                                 | EV Malemort Brive O | 22 |                               |                               |  |  |                           |                           |  |  |                     |                     |
|  |                                 | US Meyzieu                      | 23                  |    |                               |                               |  |  |                           |                           |  |  |                     |                     |
|  | RC Les Dombes                   | US Meyzieu                      | 23                  | 13 |                               |                               |  |  |                           |                           |  |  |                     |                     |
|  | RC Les Dombes                   |                                 |                     | 13 |                               |                               |  |  |                           |                           |  |  |                     |                     |
|  | US Meyzieu                      | 17                              |                     |    |                               |                               |  |  |                           |                           |  |  |                     |                     |
|  | US Meyzieu                      | 17                              | US Meyzieu          | 19 |                               |                               |  |  |                           |                           |  |  |                     |                     |
|  |                                 |                                 | US Meyzieu          | 19 |                               |                               |  |  |                           |                           |  |  |                     |                     |
|  |                                 | RC Aubagne                      | 25                  |    |                               |                               |  |  |                           |                           |  |  |                     |                     |
|  | Stade niçois                    | RC Aubagne                      | 25                  | 17 |                               |                               |  |  |                           |                           |  |  |                     |                     |
|  | Stade niçois                    |                                 |                     | 17 |                               |                               |  |  |                           |                           |  |  |                     |                     |
|  | RC Aubagne                      | 18                              |                     |    |                               |                               |  |  |                           |                           |  |  |                     |                     |
|  | RC Aubagne                      | 18                              | RC Aubagne          | 17 |                               |                               |  |  |                           |                           |  |  |                     |                     |
|  |                                 |                                 | RC Aubagne          | 17 |                               |                               |  |  |                           |                           |  |  |                     |                     |
|  |                                 | JO pradéenne                    | 12                  |    |                               |                               |  |  |                           |                           |  |  |                     |                     |
|  | JO pradéenne                    | JO pradéenne                    | 12                  | 25 |                               |                               |  |  |                           |                           |  |  |                     |                     |
|  | JO pradéenne                    |                                 |                     | 25 |                               |                               |  |  |                           |                           |  |  |                     |                     |
|  | Balma olympique                 | 20                              |                     |    |                               |                               |  |  |                           |                           |  |  |                     |                     |
|  | Balma olympique                 | 20                              | RC Aubagne          | 20 |                               |                               |  |  |                           |                           |  |  |                     |                     |
|  |                                 |                                 | RC Aubagne          | 20 |                               |                               |  |  |                           |                           |  |  |                     |                     |
|  |                                 | Cahors rugby                    | 14                  |    |                               |                               |  |  |                           |                           |  |  |                     |                     |
|  | Entente Astarac Bigorre         | Cahors rugby                    | 14                  | 8  |                               |                               |  |  |                           |                           |  |  |                     |                     |
|  | Entente Astarac Bigorre         |                                 |                     | 8  |                               |                               |  |  |                           |                           |  |  |                     |                     |
|  | Cahors rugby                    | 22                              |                     |    |                               |                               |  |  |                           |                           |  |  |                     |                     |
|  | Cahors rugby                    | 22                              | Cahors rugby        | 23 |                               |                               |  |  |                           |                           |  |  |                     |                     |
|  |                                 |                                 | Cahors rugby        | 23 |                               |                               |  |  |                           |                           |  |  |                     |                     |
|  |                                 | Saint-Paul sports               | 6                   |    |                               |                               |  |  |                           |                           |  |  |                     |                     |
|  | Saint-Paul sports               | Saint-Paul sports               | 6                   | 17 |                               |                               |  |  |                           |                           |  |  |                     |                     |
|  | Saint-Paul sports               |                                 |                     | 17 |                               |                               |  |  |                           |                           |  |  |                     |                     |
|  | US Casteljaloux                 | 13                              |                     |    |                               |                               |  |  |                           |                           |  |  |                     |                     |
|  | US Casteljaloux                 | 13                              |                     |    |                               |                               |  |  |                           |                           |  |  |                     |                     |

## Sources et références
- Classement Fédérale 3 2013-2014
- Les poules de Fédérale 1, Fédérale 2, Fédérale 3 pour la saison 2013-2014
- Phases finales Fédérale 3 saison 2013-2014

1. ↑  Le ROC en remontant le temps
2. ↑  Phases finales sur itsrugby.fr